# Михальчугово
Михальчугово — деревня в Муромском районе Владимирской области России, входит в состав Борисоглебского сельского поселения.

## География
Деревня расположена на берегу реки Мотра в 30 км на север от центра поселения села Борисоглеб и в 43 км на север от Мурома.

## История
В конце XIX — начале XX века деревня входила в состав Святской волости Гороховецкого уезда, с 1926 года — в составе Татаровской волости Муромского уезда. В 1859 году в деревне числилось 26 дворов, в 1905 году — 40 дворов, в 1926 году — 80 дворов.
С 1929 года деревня являлась центром Михальчуговского сельсовета Фоминского района Горьковского края. С 1944 года — в составе Татаровского сельсовета Владимирской области, с 1965 года — в составе Муромского района, с 2005 года — в составе Борисоглебского сельского поселения. 

## Население
| 1859 | 1905 | 1926 | 2002 | 2010 | 2021 |
| ---- | ---- | ---- | ---- | ---- | ---- |
| 198  | ↗319 | ↗404 | ↘10  | ↘3   | →3   |